# Harry Potter og Flammernes Pokal (film)
 Denne artikel omhandler filmatiseringen fra 2005. Opslagsordet har også en anden betydning, se Harry Potter og Flammernes Pokal.
| Portal | Portal:Harry Potter |

Harry Potter og Flammernes Pokal (engelsk: Harry Potter and the Goblet of Fire) er en film fra 2005, som er instrueret af Mike Newell og baseret på J.K. Rowlings roman fra 2000 af samme navn. Det er den fjerde film i Harry Potter filmserien. Filmen havde tv-premiere i Danmark den 25. december 2008, på TV3.

## Handling
Harry er hos sin onkel, tante og fætter (Vernon, Petunia og Dudley) igen. Halvvejs inde i sommerferien henter Arthur, Fred, George og Ron Weasley Harry gennem Susepulver-netværket. På vej tilbage til Vindelhuset taber Fred med vilje nogle Tungeslasker-karammeller, hvorefter Dudley samler dem op og spiser dem, og så begynder problemerne. Harry bliver bedt om at gå hen til Vindelhuset og Arthur må hjælpe Dudley. Lidt efter er han tilbage, Fred og George får en skideballe. Harry tilbringer resten af ferien sammen med Ron, og Hermione som også er kommet. En nat får Harry en drøm om en gammel mand bliver dræbt af Voldemort efter at have smuglyttet til Voldemorts planer sammen med Peter Pettigrew og en tredje mand som Harry ikke genkendte.
Næste morgen er de inde og se Verdensmesterskaberne i Quidditch. På vejen møder de Cedric Diggory, som Harry har kendt i lang tid, og hans far Amos Diggory.
På stadion møder de også Draco og Lucius Malfoy. Inden kamp-start er ministeren for magi, Cornelius Fudge, der for at byde velkommen til De 420'ende Verdens-mesterskaber i Quidditch, for derefter at starte kampen. Det er Bulgarien mod Irland. Bulgarernes søger er Viktor Krum. Efter kampen kommer Dødsgardisterne. Alle flygter til Transit-nøglen. Desværre når Harry ikke med. Efter hærgen og ødelæggelse, vågner Harry og ser en mand råbe "Morsmordre", hvorefter Mørkets Tegn kommer op.
Hermione og Ron kommer efter Harry, men samtidig kommer lederen af mesterskaberne, Barty Ferm, og anklager dem for at fremmane tegnet, hvorefter Arthur siger, at det ikke var dem.
På Hogwarts byder Dumbledore dette år velkommen til nogle gæster på Hogwarts og siger at det er to andre skoler hvorefter, skolerne kommer ind skolerne hedder Beauxbatons og Durmstrang Beauxbatons forstanderinde hedder Madam Olympe Maxime og Durmstrangs rektor hedder Igor Kakaroff. Han byder også velkommen til lederen af Turneringen i Magisk Trekamp, Bartemius Ferm. Samtidig bydes en ny lærer i Forsvar mod Mørkets Kræfter, Alastor Skrækøje Dunder (Alastor "Madeye" Moody). Han viser også en genstand frem, Flammernes Pokal, som alle kan smide deres navne i. Han viser også en anden genstand frem, Trekamps Pokalen som deltagerne skal finde i den sidste disciplin.
Harry bliver af Flammernes Pokal udvalgt til at deltage, selvom han er tre år for ung. Sammen med Harry bliver også valgt: Cedric Diggory, Fleur Delacour fra Beauxbatons og Viktor Krum fra Durmstrang.
En aften hvor Dumbledore snakker med Dunder og Fudge om Turneringen og Harry kommer Harry ind og afbryder og Dumbledore siger at han og ministeren er færdig han byder Harry på Lakrids-Snappere (en form for levende små lakridser der kan bide) og da Dumbledore går ud af kontoret kommer Mindekarret til syne så Harry dykker ned i karret og lander mit i en hørring og det er den tidligere dømte Dødsgardist Igor Kakaroff der bliver forhørt af Barty Ferm hvor Igor siger nogle kendte Dødsgardister samt Severus Snape hvor Dumbledore bryder ud og forsvarer ham og så bryder han ud med: Barty Ferm. Junior. hvorefter Ferm Jr. bryder ud men bliver standset af Dunder. Da Harry ryger tilbage i kontoret hos Dumbledore der fortæller han Harry at han skal udvise forsigtighed.
Han skal i løbet af bogen igennem tre disipliner, og samtidig huske på at nogen måske er ude efter ham. Udover megen moralsk støtte fra Hermione, får Harry også mistænkelig meget hjælp fra den nye lærer Skrækøje Dunder.
De tre disipliner er:
- Kamp mod en drage om et Gyldent Æg.
- Den Sorte Sø, find det du mangler mest. Søg hvor vores stemmer høres. Det aldrig over landjord føres. En time lang du har at lede. For at finde hvad vi tog.
- Labyrinten, find Pokalen

Det er også i denne bog at piger og drenge for første gang begynder at interessere sig for hinanden. Harry bliver forelsket i Ravenclawpigen Cho Chang. Hermione starter en romance med den bulgarske Quidditchspiller Viktor Krum. Dette bryder Ron Weasley sig absolut ikke om; han er nemlig også hemmeligt forelsket i Hermione.
Alt dette sker i forbindelse med Juleballet som er en tradition hver gang de holder Turneringen i Magisk Trekamp.
Efter Harry har fået ægget fra dragen, hørt budskabet, befriet en ven fra Den Sorte Sø, vundet Pokalen sammen med Cedric, som Harry har reddet, er han blevet transporteret hen på en Kirkegård og Cedric der mener at det er en Transit-nøgle bliver kort efter dræbt af Peter Pettigrew alias Ormehale. Omgående bliver der tændt ild i en gryde og Ormehale der slæber på et sort bundt smider det ned i gryden hvorefter han sætter ild til en knogle mens han mumler remsen: Faderens jordiske rester skænket uden vidende. Han hugger sin egen hånd af med en kniv. Kød givet fra tjeneren villigt givet som offergave. Han stikker i Harrys arm. Og fjendens blod hvorefter Mørkets Herre, Lord Voldemort, får sin egen krop tilbage. Han hidkalder sine Dødsgardister og er skuffet over at de ikke prøvede at finde ham. Dog belønder han Ormehale med at give ham en Sølv-hånd og kort efter torturerer han Harry med Doloroso-forbandelsen. Kort efter udfordrer han også Harry Potter til en duel. Harry bruger Expelliarmus, Voldemort bruger Avada Kedavra, Dræber-forbandelsen, hvorefter besværgelserne rammer hinanden og da Harry og Voldemorts tryllestave er ens, eller sagt på en anden måde: brødre, skaber det magien Priori Incantatem, og på grund af at Voldemort har dræbt så mange kommer ånderne Lily Potter, James Potter, Cedric Diggory og den Gamle Mand Romeo Gåde, som Harry havde en drøm om at Voldemort dræbte, frem. Lily og James siger at han skal nå tilbage til Transitnøglen når forbindelsen bliver brudt og Cedric beder ham om at tage hans krop med tilbage til sin far. hvorefter Harry bryder forbindelsen og tager Cedric og Bruger Accio på Transitnøglen hvorefter de er tilbage ved starten af Labyrinten.
Harry bliver taget fra Cedric og bliver trukket med ind på Dunders kontor her bliver det afsløret at han hjalp Neville og Cedric med at hjælpe Harry. Det bliver også senere afsløret af professorerne McGonagall, Snape og Dumbledore at Skrækøje Dunder i virkeligheden er Barty Ferm Jr. der har drukket PolyJuice-Eliksir og at han havde låst den Rigtige Alastor skækøje Dunder ned i en kiste med syv låg hvor ved den inderste havde et kilometer-langt rum hvor efter de alle går sin vej.

Den følgende aften holder de begravelsen for Cedric hvor alle er inviteret og Dumbledore holder en lang tale.

## Medvirkende
| Rolle                    | Skuespiller      | Danske stemmer     |
| ------------------------ | ---------------- | ------------------ |
| Harry Potter             | Daniel Radcliffe | Philip Hornehøj    |
| Ron Weasley              | Rupert Grint     | Allan Hyde         |
| Hermione Granger         | Emma Watson      | Maja Iven Ulstrup  |
| Alastor Dunder           | Brendan Gleeson  | Dick Kaysø         |
| Barty Ferm Jr.           | David Tennant    | Thure Lindhardt    |
| Lord Voldemort           | Ralph Fiennes    | Søren Spanning     |
| Albus Dumbledore         | Michael Gambon   | Nis Bank-Mikkelsen |
| Cedric Diggory           | Robert Pattinson | Laus Høybye        |
| Ormehale/Peter Pettigrew | Timothy Spall    | Ole Thestrup       |
| Fleur Delacour           | Clémence Poésy   | Cecilie Stenspil   |